# Ulisses Correia e Silva
José Ulisses de Pina Correia e Silva, né le 4 juin 1962 à Praia, est un homme d'État cap-verdien, membre du Mouvement pour la démocratie (MpD). Il est Premier ministre depuis 2016.

## Biographie
Il est né à Praia, au Cap-Vert. Il est le fils de Virgílio Correia e Silva et de son épouse, Isolina de Pena.
Il étudie à Praia, au lycée Domingos Ramos, et obtient un diplôme en organisation et gestion des entreprises de l'Institut supérieur d'économie et de gestion de l'Université technique de Lisbonne, en 1988.
Avant d'être élu pour le premier mandat maire de Praia avec le slogan « Praia a une solution », Ulisses Correia e Silva est élu député national et plus tard chef du groupe parlementaire MpD, un poste qu'il occupe de mars 2006 à mars 2008 tout en assumant également le rôle de vice-président du MpD.
Dirigeant du Mouvement pour la démocratie, qui remporte les élections législatives du 20 mars 2016, Correia e Silva devient Premier ministre de la République du Cap-Vert le 22 avril suivant.
En février 2020, Silva est reconduit à la direction du Mouvement pour la démocratie (MpD), avec 99 % des suffrages exprimés. Ainsi, il est le candidat du MpD aux élections législatives de 2021, se présentant pour sa propre succession. Son parti remporte le scrutin et conserve de justesse sa majorité absolue, permettant à Silva d'être reconduit à la tête du gouvernement.